# Martín Yangüela
Pas d'image ? Cliquez ici

a Compétitions nationales et continentales officielles uniquement.

b Matchs officiels uniquement.
Dernière mise à jour le  .
Martín Yangüela, né le 1er avril 1962 à Buenos Aires (Argentine), est un joueur international argentin de rugby à XV, évoluant au poste de demi de mêlée.

## Biographie
Martín Yangüela connaît une sélection internationale en équipe d'Argentine, il fait ses débuts et sa dernière apparition comme Puma  le 28 mai 1987 contre l'équipe d'Italie. 

## Statistiques en équipe nationale
- 1 sélection en équipe d'Argentine.
- Nombre de sélections par année : 1 en 1987.
- Participation à la Coupe du monde 1987 : 1 match (1 comme titulaire).